# Roy Präger
Roy Präger (ur. 22 września 1971 w Zossen) – niemiecki piłkarz występujący na pozycji pomocnika lub napastnika.

## Kariera
Präger treningi rozpoczął treningi w enerdowskim klubie SG Kummersdorf/Fernneuendorf. Potem grał dla BSG Motor Sperenberg, a w 1985 roku trafił do juniorskiej ekipy zespołu BSG Stahl Brandenburg. W 1991 roku został włączony do jego pierwszej drużyny, grającej w DDR-Oberlidze. W sezonie 1990/1991 zagrał tam w 3 meczach. W 1991 roku, po zjednoczeniu Niemiec, rozpoczął z drużyną starty w 2. Bundeslidze. W barwach Stahli grał tam przez rok. W 1992 roku przeszedł do Fortuny Kolonia, również z 2. Bundesligi. Spędził tam 3 lata. W tym czasie rozegrał tam 104 spotkania i zdobył 15 bramek.
W 1995 roku Präger odszedł do innego drugoligowego zespołu, VfL Wolfsburg. W 1997 roku awansował z nim do Bundesligi. W tych rozgrywkach zadebiutował 2 sierpnia 1997 roku w wygranym 1:0 meczu z Hansą Rostock, w którym strzelił także gola. W 1998 roku z 13 golami na koncie, zajął 5. miejsce w klasyfikacji strzelców Bundesligi.
W 1999 roku Präger podpisał kontrakt z Hamburgerem SV, również z Bundesligi. Pierwszy ligowy mecz zaliczył tam 14 sierpnia 1999 roku przeciwko Bayernowi Monachium (2:2). W tamtym pojedynku zdobył także bramkę. W 2000 roku zajął z zespołem 3. miejsce w Bundeslidze. W Hamburgerze spędził 3 lata. W sumie zagrał tam w 83 meczach i strzelił 18 goli. W 2002 roku powrócił do VfL Wolfsburg, gdzie w 2005 roku zakończył karierę.
Zasiadł w radzie „Fundacji Krzysztofa Nowaka”, byłego zawodnika VfL Wolfsburg, który zmarł w 2005 na chorobę układu nerwowego ALS.